# Benjamin Hardin

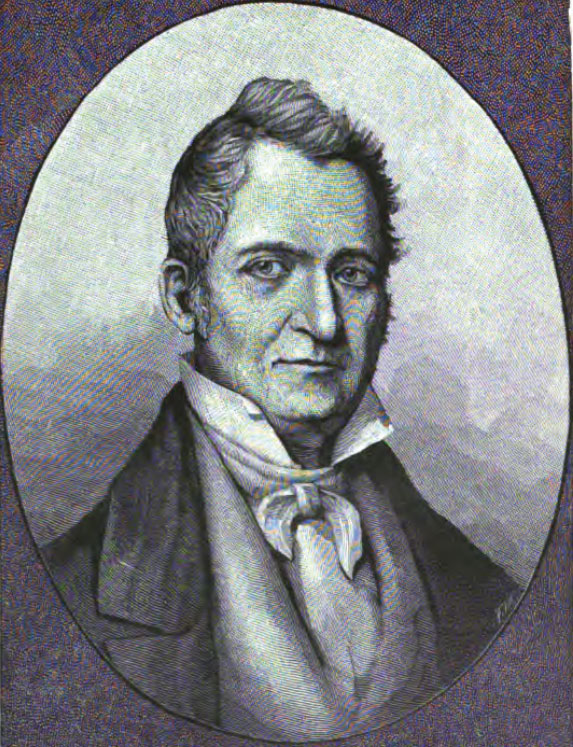
Benjamin Hardin

Benjamin Hardin (29 de fevereiro de 1784 - 24 de setembro de 1852) foi um político e advogado dos Estados Unidos, do estado de Kentucky, onde foi secretário de estado, entre 1844 a 1848. Foi secretáio no mandato de William Owsley, que tentou destituir Hardin do cargo, Hardin acusou Owsley de nepotismo, após o acontecimento Owsley teve sua popularidade arruinada e acabou por não concorrer à reeleição. O senado estadual da época votou pela não substituição de Hardin como secretário de estado, por 30 votos a 8.
Antes de se tornar secretário, Hardin tinha sido representante pelo 10º e 7º distrio de Kentucky.